# 대백점

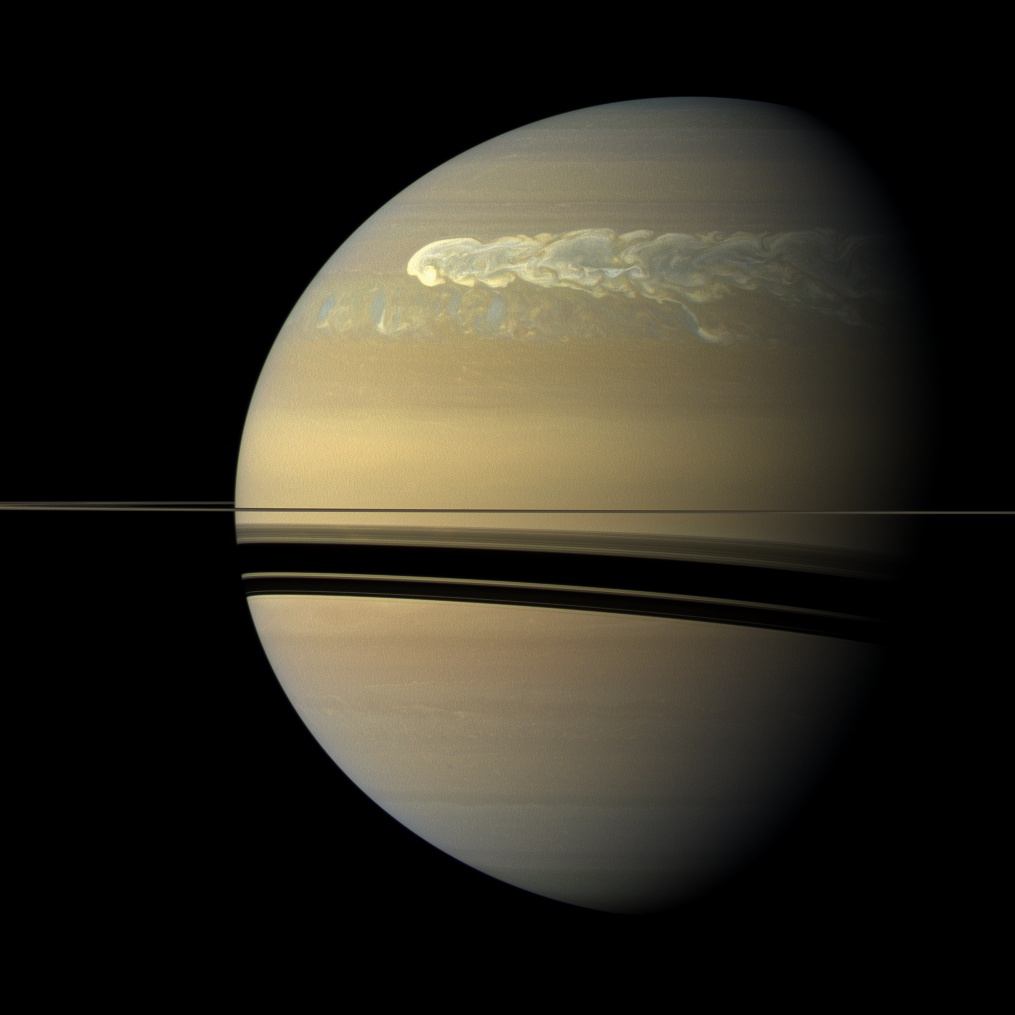
2011년 토성의 대백점.

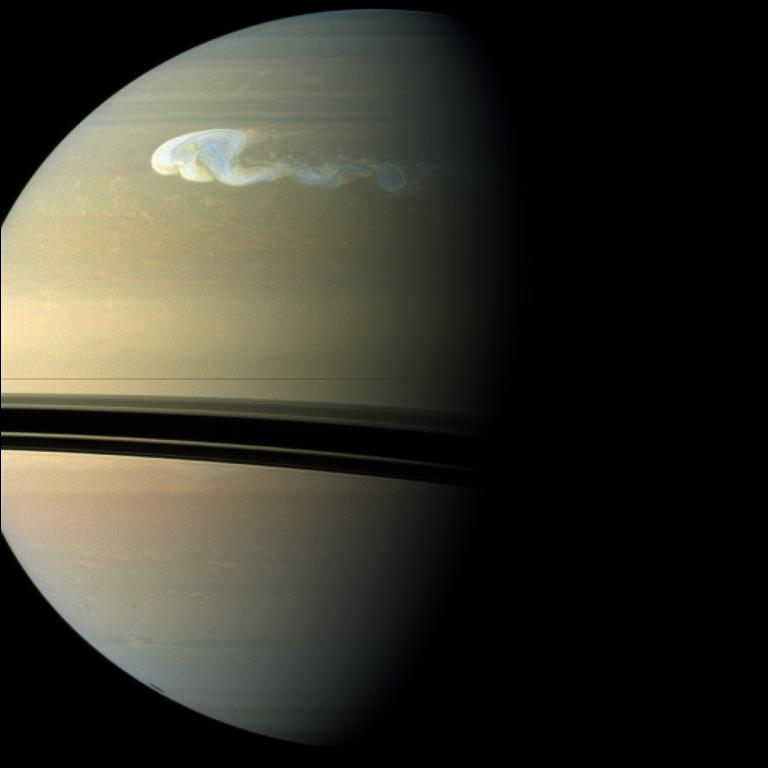
2010년 12월 토성의 대백점.

대백점(大白點, Great White Spot) 또는 대백반(大白班)은 토성 대기에서 주기적으로 발생하는 대폭풍이다. 목성의 대적점, 해왕성의 대흑점과 마찬가지로 거대 가스 행성의 대폭풍 현상 중 하나이다. 이 폭풍은 매우 거대하고 흰색을 띠고 있기 때문에 지구에서 망원경으로 관측할 수 있다. 1876년 아사프 홀이 최초로 대백점을 관측한 이래 이 현상은 주기적으로 발생한다는 사실이 밝혀졌다. 1990년대 초까지 이 폭풍은 열적 불안정성 때문에 발생한다고 알려졌으며 2015년 보다 자세한 발생원리 가설이 제안되었다.

## 관측 역사
이 현상은 약 28.5년 간격을 두고 발생하는데 이 때는 토성의 북반구가 태양을 향해 최대로 기울어진다. 아래는 1876년 이래 대백점을 관측한 기록들이다.
- 1876년: 아사프 홀이 관측. 대백점을 토성의 공전주기를 측정하는 데 이용했다.
- 1903년: 에드워드 바너드가 관측.
- 1933년: 희극 배우이자 아마추어 천문가였던 윌 헤이가 관측. 역대 관측기록 중 가장 유명하다.
- 1960년: 남아프리카 공화국에서 JH 보텀이 관측.
- 1990년: 9월 24일~11월까지 스튜어트 윌버가 관측.
- 1994년: 허블 우주망원경과 지상 관측자들이 연구.[1]
- 2006년: Erick Bondoux와 Jean-Luc Dauvergne가 관측.
- 2010년: 앤서니 웨슬리가 최초 관측.[2] 카시니 우주 탐사선이 2010년부터 2011년까지 현장 사진 촬영.[3]

18세기부터 19세기 초까지 목성 대적점 관측기록이 없었던 것처럼 이 토성 대백점 관측기록에 1876년 이전 것이 없는 것은 미스터리이다. 1876년 대백점(GWS)은 아주 뚜렷했기 때문에 60 mm 구경 망원경으로도 볼 수 있었다. 예전에도 대백점이 발생했으나 단순히 기록이 부실했던 것인지, 아니면 1876년 사건이 망원경 시대에 발생한 진정한 첫 대백점이었는지는 알 수 없다. 일각에서는 두 가정 다 아닐 것이라고 주장한다.
1992년 마크 키저는 대백점의 발생에 세 가지 확연한 규칙성이 발견된다고 주장했다.
1. 대백점들은 위도를 바꿔가면서 등장한다. 처음 대백점이 북쪽 온난 지대(NTZ) 또는 그보다 고위도에서 나타나면, 다음 대백점은 적도 지대(EZ)에서만 나타난다. 예를 들면 1960년 대백점은 고위도에 있었고 다음 1990년 대백점은 적도에 생겼다.
2. 고위도 대백점들은 저위도 대백점들보다 재생성되는 시간간격이 좀 더 짧다.(전자는 최대 27년, 후자는 최대 30년)
3. 고위도 대백점들은 비슷한 시기 적도에 나타나는 대백점들에 비해 뚜렷한 정도가 많이 떨어진다.

이상의 시각적 규칙성에 의거하여 1992년 키저는 다음 대백점은 2016년에 북쪽 온난 지대에서 생겨날 것이며(실제로는 2010년부터 2011년 사이에 발생했다.) 1990년 대백점에 비해 확연하지 않을 것이라고 예측했다.
'북쪽 정전기장해'(Northern Electrostatic Disturbance) 또는 '거대한 봄철 폭풍'(Great Springtime Storm)으로도 부른다. 이 중 전자는 전파 및 플라스마 간섭량이 증가했기 때문에 붙은 명칭이다.
카시니-하위헌스 호가 2010년부터 2011년 사이 현장에서 대백점을 관측했다. 카시니의 자료로부터 대백점 내 포스핀의 양이 상승했으며, 하얀 구름에 아세틸렌이 결핍되었고, 폭풍 중심부의 온도가 비정상적으로 떨어진 것을 확인했다. 2012년 폭풍이 가시적으로 기세가 잦아든 뒤 열점 두 군데에서 열과 에틸렌이 뿜어져 나오는 것이 확인되었다.

## 특징 및 원인
대백점은 1933년과 1990년 사례처럼 일반적으로 흩어져 있는 '점들'에서 시작한 뒤 경도상으로 크기가 빠르게 증가한다. 이 중 1990년 대백점은 행성을 한 바퀴 두를 정도로 길어졌었다.
1990년대 초까지만 해도 컴퓨터 모형은 이 대기의 거대한 용승(湧昇)들이 열적 불안정성 때문에 생겨난다고 가정했으나 2015년 칼테크 행성과학자 두 명이 보다 자세한 메커니즘을 제안했다. 이론은 다음과 같다. 토성의 상층부 대기가 계절적인 냉각을 겪으면서 처음에는 좀 더 무거운 물이 비 형태로 쏟아져 내린 뒤 밀도가 낮아지면서 밀도가 최저점을 통과한다. 그리고 남아있는 수소와 헬륨이 냉각되기 시작하면서 밀도가 다시 올라간다. 밀도 낮은 상층부 기체는 대류를 억제하는 경향이 있으나 밀도 높은 상층부 대기층들은 불안정하여 보다 낮은 대기층들로 밀고 내려오면서 번개를 발생시킨다. 이 이론에 따르면 냉각되어야 할 대기의 양이 너무 많기 때문에 폭풍은 동지가 한참 지나서야 발생한다. 연구진은 비슷한 폭풍이 목성에서 발생하지 않는 이유는 목성의 상층부 대기에 수증기가 거의 없기 때문이라고 주장했다.
토성의 고리가 토성의 동지 시기 북반부에 생기는 대백점을 지구 관측자 시야에서 가리기 때문에, 과거 천문학자들은 이 시기 동안 대백점을 관측할 수 없었다.

## 같이 보기
- 대적점: 목성에서 발생하는 비슷한 폭풍.
- 대흑점: 해왕성에서 발생하는 비슷한 폭풍.
- 용의 폭풍
- 외계 사이클론

### 참조 기사 및 서적
- (영어) 토성의 대백점을 해부한다: Sky and Telescope
- (영어) 2006년 1월 27일 새로 생긴 대백점: APOD. 프랑스 파리 근처에서 아마추어 천문가가 12" 망원경으로 찍은 사진.
- (영어) '돌아온 용의 폭풍'을 추적하는 것을 자원봉사자들이 돕는다 보관됨 2016-03-04 - 웨이백 머신: NASA. 2006년 2월 13일.
- (영어) Kidger, Mark (1992). 〈The 1990 Great White Spot of Saturn〉.   Patrick, Moore. 《The 1993 Yearbook of Astronomy》. New York: W.W. Norton & Company. 176–215쪽. ISBN 978-0-393-03454-7.
- (영어) Moché, Dinah (1996). 〈Chapter 9: Planets〉. 《Astronomy: a self-teaching guide》 (paper) 4판. John Wiley & Sons. 245쪽. ISBN 978-0-471-53001-5.

### 참조주
1. ↑  “Hubble Observes A New Saturn Storm” (영어). 2019년 11월 20일에 확인함.
2. ↑  DNews (2010년 12월 28일). “Vast Storm Rampages Across Saturn”. 2019년 11월 20일에 확인함.
3. 1 2  “Cassini Helps Solve Saturn’s Mysterious Great White Spots” (미국 영어). 2019년 11월 20일에 확인함.
4. ↑  Kidger (1992) p. 179
5. ↑  Kidger (1992) p. 180
6. 1 2  Mann, Adam (2012년 10월 25일). “Saturn Storm Creates Largest and Hottest Vortex Ever Seen in Solar System”. 《Wired》 (미국 영어). ISSN 1059-1028. 2019년 11월 20일에 확인함.
7. ↑  Krishnan, Shweta (2011년 5월 20일). “Dissecting Saturn's Big Storm”. 《Sky & Telescope》. 2012년 9월 10일에 원본 문서에서 보존된 문서.
8. ↑  CNN, By Todd Sperry. “NASA: Rare, enormous gas storm detected on Saturn”. 2019년 11월 20일에 확인함.
9. ↑  Kidger (1992) p. 187-189
10. ↑  Kidger (1992) p. 211-212
11. ↑  “Explaining Saturn’s Great White Spots” (영어). 2019년 11월 20일에 확인함.
12. ↑  Kidger (1992) p. 213-214